# The Batman Part II
The Batman Part II är en kommande amerikansk superhjältefilm, med planerad premiär till 2027. Filmen kommer regisseras av Matt Reeves, som även skrivit manus tillsammans med Peter Craig, och Mattson Tomlin. Manuset till filmen blev officiellt klart den 27:e juni 2025. Inspelning av The Batman Part ll påbörjas i januari 2026.  Filmen är en uppföljare till filmen The Batman från 2022, och avslöjades i samband med ett event på mässan CinemaCon, i april 2022. De skådespelare, som hittills har blivit klara för att medverka i filmen, är Robert Pattinson, Jeffrey Wright, och Andy Serkis.
Filmen är planerad att ha biopremiär den 1 oktober 2027. Den har tidigare varit tänkt att ha premiär den 3 oktober 2025 och 2 oktober 2026. Inspelningen av filmen skulle från början ha satt igång i november 2023, men blev flyttad till april 2025, för att senare försenas igen till januari 2026.

## Rollista
| Robert Pattinson | – Batman / Bruce Wayne |
| Jeffrey Wright   | – James Gordon         |
| Andy Serkis      | – Alfred Pennyworth    |